# المملكة الوندالية

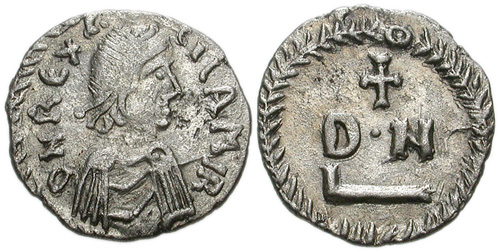
عملة بقيمة 50 ديناريوس نقشت عليها صورة الملك جيلمار (530م-534م)

المملكة الوندالية (باللاتينية: Regnum Vandalum) هي دولة ظهرت بشمال أفريقيا بين عامي 429 و533 م وعاصمتها هيبون  ثم قرطاج

## التاريخ
الوندال قبائل جرمانية رحلت منذ مطلع القرن الخامس الميلادي من ألمانيا إلى إسبانيا ومنها إلى شمال أفريقيا (وذلك في سنة 429 م) بقيادة زعيمهم جنسريق حيث انتهز الوندال فرصة اضطراب الأحوال في أفريقيا، فعبروا القارة، وبمساعدة السكان الأصليين في أفريكا، اللذين كانوا ينفرون من سلطة روما ويطمحون إلى الاستقلال، تمكنوا من هزم القائد الروماني بونيفاكيوس وأسسوا لهم دولة في شمال أفريقيا مركزها مدينة قرطاج وضموا إليها جزيرة صقلية والعديد من جزر البحر المتوسط، وسرعان ما تحوّلوا إلى أعظم قوة بحرية في غرب البحر المتوسط. في عام 455، احتل الوندال مدينة روما فخربوها واستباحوها وقتلوا إمبراطورها وأخذوا الإمبراطورة ليسينيا إيدوكسيا وابنتها رهينتين، في عام 467 م، قام الإمبراطور البيزنطي ليو الأول بحملة ضد الوندال لكنها باءت بالفشل وفي عام 533م أرسل الإمبراطور البيزنطي جستينيان الأول قائده بيليساريوس على رأس حملة عسكرية استطاعت أن تقضي على الوندال في شمال أفريقيا سنة 534م.

### نهاية الوندال
ما كاد جيلمار يتولى الحكم حتى قتل هلدريق وأتباعه ونشبت بسبب ذلك حرب برية بحرية بينه وبين الإمبراطور البيزنطي جستينيان الأول وبلغ أسطول البيزنطيين 500 قطعة وأسطول الوندال 150 قطعة. وكان القائد البيزنطي بيليساريوس قد عسكر عند قرطاجة لمدة أسبوعين واقتحموها بعد ذلك دون مقاومة وحاول جيلمار أن يجمع فلوله ويستدعي جيشه بسردانية غير أنه انهزم انهزاما ساحقا وفر بنفسه قبل أن استسلم لأعدائه الذين نقلوه إلى غالايسيا هو وأسرته حيث عاش بقية حياته. وبانهزامه انتهت دولة الوندال التي استغرق حكمها قرابة قرن.

## ملوك الوندال
- 429 - 477: جنسريق
- 477 - 484: هنريق
- 484 - 496: غونتاموند
- 496 - 523: ترازاموند
- 524 - 530: هلدريق
- 530 - 533: جيلمار